# Paco Flores
Francisco Flores Lajusticia (Barcelona, 26 de noviembre de 1952), más conocido como Paco Flores, es un entrenador de fútbol y exfutbolista español. 

## Trayectoria

### Como jugador
Como jugador, en la temporada 76/77 de Segunda División jugó en el Real Jaén CF, antes de jugar con el RCD Español en Primera División. A finales de la década de los años 70, jugó en el RCD Español 65 partidos, marcando 13 goles. En las temporadas 80-81 y 81-82 jugó en el Linares C.F, en Segunda División.

### Como entrenador
La temporada 1996/97 tuvo su primera experiencia en la Primera División al entrenar al primer equipo del RCD Espanyol desde la jornada 29 hasta el final de la temporada, sustituyendo a Vicente Miera. Flores cogió al equipo en zona de descenso y consiguió la permanencia. Después de aquella temporada, regresó al filial hasta que en la jornada 21 de la temporada 1999/2000 volvió a hacerse cargo del primer equipo, dirigiéndolo hasta el final de la temporada 2001/02. Durante ese tiempo, consiguió una Copa del Rey en el 2000, coincidiendo con el centenario de la entidad blanquiazul.
En la temporada 2002/03, fue entrenador del Real Zaragoza en la Segunda División, consiguiendo el ascenso a Primera División. Continuó en el club, pero solo hasta la jornada 20 de la siguiente temporada cuando fue destituido por los malos resultados (el equipo aragonés era 18º al comienzo de la segunda vuelta).
A finales de la temporada 2004/05, toma las riendas de la Unión Deportiva Almería, consiguiendo la permanencia en Segunda División. Continuó con el equipo hasta finales de la temporada siguiente, dejándolo en una meritoria sexta posición, pero sin conseguir el ascenso, objetivo de la directiva del club.
En la temporada 2006-2007, fue contratado como entrenador del Gimnàstic de Tarragona después de que en la jornada 12 fuera destituido Luis César Sampedro por los malos resultados del equipo. Aunque mejoró los números de su predecesor, no bastó para lograr la permanencia, certificándose el descenso a falta de 2 partidos para el final del campeonato.

## Clubes

### Como jugador
| Club        | País   | Año       | Partidos | Goles |
| ----------- | ------ | --------- | -------- | ----- |
| CE Sabadell | España | 1972-1973 | 14       | 2     |
| Sant Andreu | España | 1974-1975 | 14       | 0     |
| Jaén        | España | 1976-1977 | 36       | 18    |
| RCD Español | España | 1977-1980 | 65       | 13    |
| Linares     | España | 1980-1982 | 5        | 1     |

### Como entrenador
| Club                     | País   | Año                  | P   | PG | PE | PP | % v.   |
| ------------------------ | ------ | -------------------- | --- | -- | -- | -- | ------ |
| RCD Español / Espanyol B | España | 1994-1996, 1997-2000 | 79  | 30 | 20 | 29 | 37.97% |
| RCD Espanyol             | España | 1997, 2000-2002      | 138 | 52 | 31 | 55 | 37.68% |
| Real Zaragoza            | España | 2002-2004            | 68  | 29 | 18 | 21 | 42.65% |
| UD Almería               | España | 2005-2006            | 54  | 25 | 11 | 18 | 46.3%  |
| Gimnàstic de Tarragona   | España | 2006-2007            | 26  | 6  | 5  | 15 | 23.08% |